# Loyalton (California)
Loyalton es una ciudad ubicada en el condado de Sierra en el estado estadounidense de California. Según el censo de 2000 tenía una población de 862 habitantes y una densidad poblacional de 957.8 personas por km². 

## Geografía
Loyalton se encuentra ubicada en las coordenadas 39°40′36″N 120°14′35″O / 39.67667, -120.24306. Según la Oficina del Censo, la ciudad tiene un área total de 0.9 km² (0.3 sq mi), de la cual toda es tierra.

## Demografía
Los ingresos medios por hogar en la localidad eran de $34.063 y los ingresos medios por familia eran $39.750. Los hombres tenían unos ingresos medios de $38.864 frente a los $23.571 para las mujeres. La renta per cápita para la localidad era de $15.732. Alrededor del 20.3% de las familias y del 18.1% de la población estaban por debajo del umbral de pobreza.